# Casearia stipitata
Casearia stipitata är en videväxtart som beskrevs av Maxwell Tylden Masters. Casearia stipitata ingår i släktet Casearia och familjen videväxter. Inga underarter finns listade i Catalogue of Life.